# Plectropomus pessuliferus
Plectropomus pessuliferus är en fiskart som först beskrevs av Fowler, 1904.  Plectropomus pessuliferus ingår i släktet Plectropomus och familjen havsabborrfiskar. IUCN kategoriserar arten globalt som nära hotad. Inga underarter finns listade i Catalogue of Life.